# Nertera nigricarpa
Nertera nigricarpa är en måreväxtart som beskrevs av Bunzo Hayata. Nertera nigricarpa ingår i släktet Nertera och familjen måreväxter. Inga underarter finns listade i Catalogue of Life.